# Andrzej Panas
Andrzej Jarosław Panas (ur. 1 grudnia 1958) – polski inżynier, profesor nauk technicznych, profesor nadzwyczajny Wojskowej Akademii Technicznej im. Jarosława Dąbrowskiego, dziekan Wydziału Mechatroniki tej uczelni (2003).

## Życiorys
Ukończył studia w Wojskowej Akademii Technicznej im. Jarosława Dąbrowskiego (1983) i na Uniwersytecie Warszawskim (1987). Doktoryzował się w 1989 w WAT na podstawie rozprawy zatytułowanej Wpływ temperatury i składu stopów Fe-Ni na ich rozszerzalność liniową, której promotorem był prof. Janusz Terpiłowski. Stopień naukowy doktora habilitowanego uzyskał w 1999 w WAT w oparciu o pracę Wysokorozdzielcze termicznie badania rozszerzalności liniowej – dylatometryczna analiza termiczna. Tytuł naukowy profesora nauk technicznych otrzymał 3 kwietnia 2009.
Zawodowo związany z Wojskową Akademią Techniczną im. Jarosława Dąbrowskiego. Na uczelni tej był m.in. zastępcą komendanta Wydziału Uzbrojenia i Lotnictwa (2002), dziekanem Wydziału Mechatroniki (2003) i prodziekanem tej jednostki (2003–2005). Podjął również pracę w Instytucie Technicznym Wojsk Lotniczych.
Specjalizuje się w termodynamice technicznej, fizyce technicznej i matematyce stosowanej. Wypromował trzech doktorów nauk technicznych. W latach 2003–2006 był członkiem prezydium Komitetu Termodynamiki i Spalania PAN, pełnił również funkcję sekretarza tego komitetu.
W 2013, za wybitne zasługi dla umacniania suwerenności i obronności kraju, za osiągnięcia w pracy naukowo-badawczej, został odznaczony Krzyżem Kawalerskim Orderu Odrodzenia Polski. Odznaczony również Złotym Krzyżem Zasługi (2005), Medalem Komisji Edukacji Narodowej (2004), Złotym Medalem „Za zasługi dla obronności kraju” (2002) i Srebrnym Medalem „Siły Zbrojne w Służbie Ojczyzny” (1991).